# Le Gua (Charente Marittima)
Le Gua è un comune francese di 2 112 abitanti situato nel dipartimento della Charente Marittima nella regione della Nuova Aquitania.
Si trova sulla riva destra dell'estuario del fiume Seudre.

## Società

### Evoluzione demografica
Abitanti censiti